# Campeonato sanmarinense 2017-18
El Campeonato sanmarinense 2017-18 fue   la edición número 33 del Campeonato sanmarinense de fútbol. La temporada comenzó el 8 de septiembre de 2017 y terminó el 23 de mayo  de   2018 con los play-offs de campeonato. SP La Fiorita conquistó su quinto título tras ganar en la final al Folgore  por un marcador de 1-0 .

## Equipos temporada 2017-18
| Club                | Ciudad         |
| ------------------- | -------------- |
| AC Juvenes/Dogana   | Serravalle     |
| AC Libertas         | Borgo Maggiore |
| FC Domagnano        | Domagnano      |
| FC Fiorentino       | Fiorentino     |
| SC Faetano          | Faetano        |
| S.P. Cailungo       | Borgo Maggiore |
| SP La Fiorita       | Montegiardino  |
| SP Tre Fiori        | Fiorentino     |
| SP Tre Penne        | Serravalle     |
| SS Cosmos           | Serravalle     |
| SS Folgore/Falciano | Serravalle     |
| SS Murata           | San Marino     |
| SS Pennarossa       | Chiesanuova    |
| SS San Giovanni     | Borgo Maggiore |
| SS Virtus           | Acquaviva      |

## Formato
La liga cuenta solo con una división, formada por 15 equipos, y consta de dos fases. En la primera, los clubes se dividen en dos grupos, repartidos según la clasificación de la temporada anterior, y se enfrentan entre sí tres rondas, a ida y vuelta. Al ser un microestado, los clubes no cuentan con campo propio y es la Federación Sanmarinense quien asigna los estadios y horarios. Al término de la fase regular, cada club habrá disputado entre 20 y 21 partidos.
En la fase final, los tres primeros de cada grupo se clasifican para jugar una ronda eliminatoria, y el mejor de todos se convertirá en el campeón de San Marino. El Campeón de la liga tiene derecho a jugar la Liga de Campeones, partiendo de la primera ronda de clasificación. Por su parte, el Finalista de la Liga y el Ganador de la Copa Titano se clasifican para la UEFA Europa League, que parte también desde la primera fase. La UEFA permitió la participación de clubes sanmarinenses en sus torneos a partir de 2006.

## Fase Regular
Actualizado el 29 de marzo de 2018.

### Grupo A
| Pos. | Equipo         | PJ | PG | PE | PP | GF | GC | DG  | Pts. | Clasificado a           |
| ---- | -------------- | -- | -- | -- | -- | -- | -- | --- | ---- | ----------------------- |
| 1    | La Fiorita     | 21 | 16 | 2  | 3  | 60 | 16 | +44 | 50   | play-offs de campeonato |
| 2    | Tre Penne      | 21 | 16 | 2  | 3  | 52 | 13 | +39 | 50   | play-offs de campeonato |
| 3    | Domagnano      | 21 | 11 | 4  | 6  | 40 | 35 | +5  | 37   | play-offs de campeonato |
| 4    | Juvenes/Dogana | 21 | 9  | 4  | 8  | 38 | 34 | +4  | 31   |                         |
| 5    | Cosmos         | 21 | 7  | 7  | 7  | 42 | 30 | +12 | 28   |                         |
| 6    | Pennarossa     | 21 | 6  | 7  | 8  | 21 | 36 | -15 | 25   |                         |
| 7    | Faetano        | 21 | 5  | 4  | 12 | 36 | 47 | -11 | 19   |                         |
| 8    | San Giovanni   | 21 | 4  | 1  | 16 | 18 | 61 | -43 | 13   |                         |

### Grupo B
| Pos. | Equipo     | PJ | PG | PE | PP | GF | GC | DG  | Pts. | Clasificado a           |
| ---- | ---------- | -- | -- | -- | -- | -- | -- | --- | ---- | ----------------------- |
| 1    | Folgore    | 20 | 13 | 5  | 2  | 35 | 11 | +24 | 44   | play-offs de campeonato |
| 2    | Libertas   | 20 | 14 | 2  | 4  | 42 | 15 | +27 | 44   | play-offs de campeonato |
| 3    | Tre Fiori  | 20 | 11 | 5  | 4  | 45 | 24 | +21 | 38   | play-offs de campeonato |
| 4    | Cailungo   | 20 | 6  | 4  | 10 | 21 | 29 | -8  | 22   |                         |
| 5    | Virtus     | 20 | 5  | 4  | 11 | 25 | 41 | -16 | 19   |                         |
| 6    | Fiorentino | 20 | 4  | 2  | 14 | 13 | 39 | -26 | 14   |                         |
| 7    | Murata     | 20 | 0  | 1  | 19 | 11 | 68 | -57 | 1    |                         |

## Resultados
|                | CAI | COS | DOM | FAE | FIO | FOL | J/D | LFI | LIB | MUR | PEN | SGI | TFI | TPE | VIR |
| -------------- | --- | --- | --- | --- | --- | --- | --- | --- | --- | --- | --- | --- | --- | --- | --- |
| Cailungo       | -   |     | 2–3 | 3–2 | 2–0 | 0–0 |     | 1–2 | 0–0 | 3–1 |     |     | 1–2 |     | 0–1 |
| Cosmos         | 2–0 | -   | 1–1 | 0–0 | 1–1 |     | 5–1 | 3–0 |     |     | 0–0 | 3–0 | 1–3 | 1–2 | 2–3 |
| Domagnano      |     | 1–6 | -   | 2–5 | 1–1 |     | 1–1 | 0–4 |     |     | 3–0 | 5–1 | 2–1 | 0–3 | 0–0 |
| Faetano        |     | 1–1 | 0–1 | -   | 1–0 | 0–2 | 1–3 | 0–3 | 1–2 | 6–1 | 3–1 | 1–3 |     | 1–3 |     |
| Fiorentino     | 0–1 |     |     |     | -   | 0–2 | 0–5 |     | 0–1 | 2–0 |     | 0–1 | 2–5 | 0–2 | 2–1 |
| Folgore        | 2–0 | 3–3 | 3–2 |     | 3–1 | -   |     | 0–1 | 0–0 | 4–0 |     |     | 1–2 | 1–0 | 2–1 |
| Juvenes/Dogana | 3–0 | 0–0 | 2–3 | 4–1 |     | 0–3 | -   | 0–1 | 0–6 |     | 2–1 | 1–1 | 1–1 | 1–3 |     |
| La Fiorita     |     | 3–0 | 0–2 | 3–1 | 5–0 |     | 1–3 | -   | 3–1 | 9–0 | 5–0 | 5–0 |     | 1–0 | 5–1 |
| Libertas       | 3–0 | 4–2 | 2–3 |     | 2–0 | 0–1 |     |     | -   | 3–0 |     |     | 2–1 | 2–3 | 2–0 |
| Murata         | 0–5 | 0–1 | 0–2 |     | 1–2 | 0–2 | 0–3 |     | 1–4 | -   | 0–1 |     | 4–4 |     | 1–8 |
| Pennarossa     | 1–1 | 3–2 | 0–4 | 3–3 | 0–2 | 1–1 | 2–1 | 1–1 | 0–1 |     | -   | 3–0 |     | 0–5 |     |
| San Giovanni   | 0–1 | 0–7 | 2–4 | 2–4 |     | 0–2 | 1–4 | 0–3 | 0–4 | 1–0 | 0–1 | -   |     | 1–4 |     |
| Tre Fiori      | 4–1 |     |     | 5–2 | 4–0 | 0–0 |     | 2–2 | 0–1 | 3–1 | 0–1 | 2–1 | -   |     | 3–1 |
| Tre Penne      | 3–0 | 4–1 | 1–0 | 2–0 |     |     | 3–0 | 1–3 |     | 3–0 | 0–0 | 6–1 | 0–0 | -   | 4–0 |
| Virtus         | 0–0 |     |     | 3–3 | 1–0 | 0–3 | 0–3 |     | 0–2 | 2–1 | 2–2 | 1–3 | 0–3 |     | -   |

## Play-offs de campeonato
Será jugado por los tres primeros de cada grupo, el ganador de la final se proclamará campeón.

### Primera ronda
| 29 de abril de 2018, | Libertas | 3:0 (1:0) | Domagnano | estadio=Campo di Fiorentino, Fiorentino |                           |
|                      |          | Reporte   |           | Árbitro(s): Bruno Parente               | Árbitro(s): Bruno Parente |

| 29 de abril de 2018, | Tre Penne | 2:2 (1:0) (t. s.)(3:5 p.) | Tre Fiori | Campo sportivo di Fonte dell'Ovo, San Marino |  |
|                      |           |                           |           | Árbitro(s): Luis Teixeira                    |  |

### Segunda ronda
| 3 de mayo de 2018, | Tre Fiori | 1:1 (0:0) (t. s.)(5:4 p.) | Libertas | Campo sportivo di Fonte dell'Ovo, San Marino |  |
|                    |           |                           |          | Árbitro(s): Gianluca Ceccarelli              |  |

| 4 de mayo de 2018, | Tre Penne | 6:4 (4:4) (t. s.) | Domagnano | Campo sportivo di Fonte dell'Ovo, San Marino |                            |
|                    |           | Reporte           |           | Árbitro(s): Leonardo Guidi                   | Árbitro(s): Leonardo Guidi |

### Tercera ronda
| 5 de mayo de 2018, | La Fiorita | 3:1 (1:1) | Folgore | Campo sportivo di Fonte dell'Ovo, San Marino |                              |
|                    |            | Reporte   |         | Árbitro(s): Michele Scarpino                 | Árbitro(s): Michele Scarpino |

| 9 de mayo de 2018, | Tre Penne | 2:1 (1:1) | Libertas | Campo sportivo di Fonte dell'Ovo, San Marino |                             |
|                    |           | Reporte   |          | Árbitro(s): Emiliano Albani                  | Árbitro(s): Emiliano Albani |

### Cuarta ronda
| 10 de mayo de 2018, | La Fiorita | 1:0 (0:0) | Tre Fiori | Campo sportivo di Fonte dell'Ovo, San Marino |                                  |
|                     |            | Reporte   |           | Árbitro(s): Raffaele Del Vecchio             | Árbitro(s): Raffaele Del Vecchio |

| 13 de mayo de 2018, | Tre Penne | 0:0 (0:0) (t. s.)(2:4 p.) | Folgore | Campo sportivo di Fonte dell'Ovo, San Marino |                          |
|                     |           | Reporte                   |         | Árbitro(s): Luca Barbeno                     | Árbitro(s): Luca Barbeno |

### SemiFinal
| 18 de mayo de 2018, | Folgore | 3:1 (0:1) | Tre Fiori | Campo sportivo di Fonte dell'Ovo, San Marino |                              |
|                     |         | Reporte   |           | Árbitro(s): Cristiano Ascari                 | Árbitro(s): Cristiano Ascari |

| Tre Fiori Clasificado a la Liga Europea 2018-19 |

### Final
| 23 de mayo de 2018, | La Fiorita | 1:0 (1:0) | Folgore | Estadio Olímpico de San Marino, San Marino |                         |
|                     |            | Reporte   |         | Árbitro(s): Marco Avoni                    | Árbitro(s): Marco Avoni |

| SP La Fiorita Campeón y clasificado a la Liga de Campeones 2018-19 | Folgore Subcampeón y clasificado a la Liga Europea 2018-19 |

## Goleadores
Actualizado al final de la competición el 23 de mayo de 2018
| Pos. | Jugador        | Equipo     | Goles |
| ---- | -------------- | ---------- | ----- |
| 1    | Imre Badalassi | Tre Fiori  | 20    |
| 2    | Danilo Rinaldi | La Fiorita | 16    |
|      | Enea Jalpi     | Domagnano  | 16    |
| 4    | Marco Bernacci | Tre Fiori  | 15    |
| 5    | Simone Rossi   | Libertas   | 13    |